# Down Once More/Track Down This Murderer
È l'ultima canzone del musical The Phantom of the Opera di Andrew Lloyd Webber
Il Fantasma trascina Christine nei sotterranei, disperato e furioso (aria e coro: Down once more / Track down this murderer). Nel frattempo Raoul e Madame Giry scendono lungo la galleria segreta.

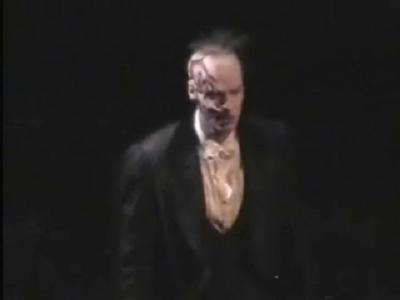
Phantom rappresentato in scena dall'attore Hugh Panaro.

Nel suo covo, il Fantasma ha costretto Christine a indossare l'abito da sposa del suo manichino (arioso: Have you gorged / This face). Giunge Raoul, che viene però fatto prigioniero dal Punjab Lasso del Fantasma(arioso:Wait... / Monsier, i bid you welcome), che mette Christine di fronte ad una scelta: lasciare Raoul e risparmiargli la vita, oppure rinunciare all'amore del Fantasma causando così la morte del suo amato (terzetto: The tears I might have shed...). Christine si avvicina al Fantasma, dichiarando il proprio amore (Pitiful creature of darkness...) e baciandolo. Il Fantasma libera così Raoul ma, vinto dall'amore tra i due giovani, libera Christine, lasciandola fuggire insieme all'uomo che ama, mentre la folla, in cerca di vendetta, è ormai vicina al suo nascondiglio (recitativo e coro: Take her, forget me / Track down this murderer);
Christine ritorna un'ultima volta dal Fantasma, restituendogli amorevolmente il suo anello, prima di fuggire assieme a Raoul. Solo e disperato, il Fantasma dà l'ultimo addio a Christine ("You alone can make my songs take flight, it's over now the music of the night!") e si abbandona sul suo trono, nascondendosi con il mantello.
La folla, guidata da Meg, irrompe nella caverna sotterranea, ma il Fantasma è scomparso. Di lui resta soltanto, abbandonata, la maschera bianca che gli celava il volto.